# 錫尼亞克 (穆卡切沃區)
48°34′41″N 22°51′28″E / 48.57806°N 22.85778°E

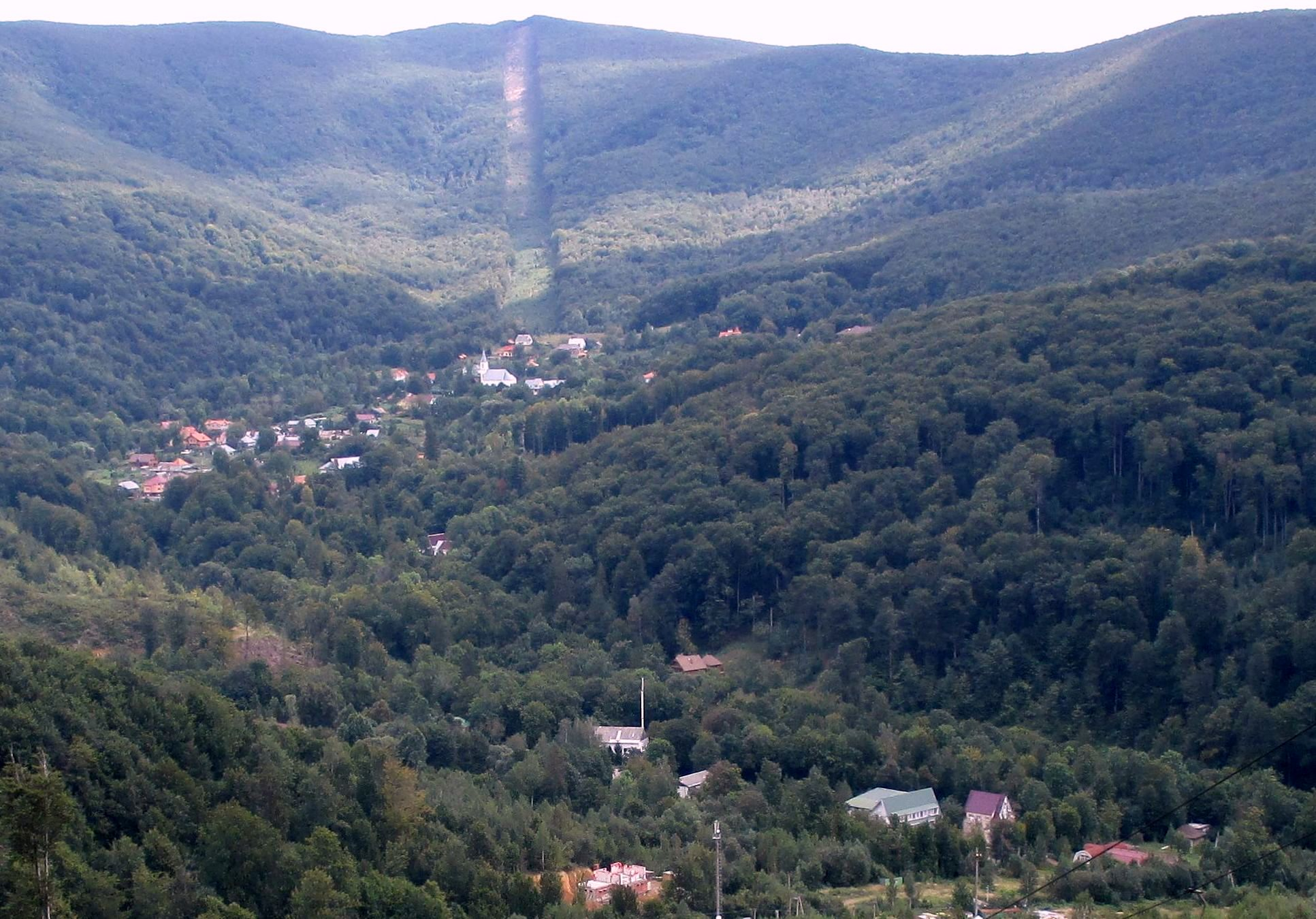

錫尼亞克（烏克蘭語：Синяк）是烏克蘭的村落，位於該國西部，由穆卡切沃區負責管轄，處於馬捷科瓦河畔，面積1.84平方公里，海拔高度516米，人口200。